# Зьолте Варегем
Зьолте Варегем (на нидерландски: Zulte Waregem, ['zʏltə 'wa:rɛɣɛm]), съкратено SV Zulte Waregem) е белгийски футболен клуб от град Варегем, провинция Западна Фландрия. Създаден е на 1 юли 2001 г. в резултат от съединението на два клуба: малкия клуб „Зюлце ВВ“ от град Зюлте и „КСВ Варегем“ от Варегем, бивш участник от белгийската висша лига.
Домакинските си мачове играе на арена „Регенбогстадион“ с вместимост повече от 12 000 зрители. Действащ участник в Юпилер лигата, висшата дивизия на шампионата на Белгия по футбол.
Двукратен носител на Купата на Белгия.

## История

### СК Зьолте и КСК Варегем
През 1950 година в селището Зьолте, Северна Белгия, окръг Гент на провинция Източна Фландрия е създаден футболен тим на име Зьолте Спортив. През 1976 Зьолте Спортив се обединява с новопоявилия се Спортен Клуб Зьолте.
В това време в съседния град, Варегем, съществува друг тим на име Кралски Спортен Клуб Варегем, който е местен съперник на СК Зьолте. В периода 1950 – 2001 двата тима са съперници и играят като самостоятелни футболни отбори, но през 2001 ръководствата на клубовете решават да се обединят и да създадат един по-силен, единен отбор, което става факт на 1 юли 2001.

### Създаването на ФК Зьолте Варегем
Клубът „Зьолте Варегем“ съществува от 1 юли 2001, след обединяването на КСК Варегем и СК Зьолте. Идеята на обединението е да се създаде един по-силен отбор, който да спечели промоция в Про лигата. Това става факт през 2002 и е първият път когато отбор от Зьолте или Варегем печели промоция.

## Постижения

### Национални
- Юпилер Про лига
  -  Вицешампион (1): 2012/13

- Втора лига
  -  Шампион (1): 2004/05

- Трета лига
  -  Чемпион (1): 2001/02

- Купа на Белгия
  -  Носител (2): 2005/06, 2016/17
  -  Финалист (1): 2013/14

- Суперупа на Белгия
  -  Финалист (2): 2006, 2017

### Международни
- Купа на УЕФА
  - 1/16 финал (1): 2006/07

## Евро участия
| Сезон   | Турнир          | Раунд                  | Соперник             | Дома | В гостях | Общий счёт |  |
| ------- | --------------- | ---------------------- | -------------------- | ---- | -------- | ---------- |  |
| 2006/07 | Купа на УЕФА    | 1 кръг                 | Локомотив Москва     | 2:0  | 1:2      | 3:2        |  |
| 2006/07 | Купа на УЕФА    | Групи\|Група F         | Еспаньол (Барселона) | –    | 2:6      | 3-то       |  |
| 2006/07 | Купа на УЕФА    | Групи\|Група F         | Аякс (Амстердам)     | 0:3  | –        | 3-то       |  |
| 2006/07 | Купа на УЕФА    | Групи\|Група F         | Аустрия (Виена)      | –    | 4:1      | 3-то       |  |
| 2006/07 | Купа на УЕФА    | Групи\|Група F         | Спарта (Прага)       | 3:1  | –        | 3-то       |  |
| 2006/07 | Купа на УЕФА    | 1/16 финал             | Нюкасъл Юнайтед      | 1:3  | 0:1      | 1:4        |  |
| 2013/14 | Шампионска лига | 3 кръг                 | ПСВ Айндховен        | 0:3  | 0:2      | 0:5        |  |
| 2013/14 | Лига Европа     | Квалификация\|Плей-офф | АПОЕЛ (Никозия)      | 1:1  | 2:1      | 3:2        |  |
| 2013/14 | Лига Европа     | Групи\|Група D]]       | Рубин (Казан)        | 0:2  | 0:4      | 3-то       |  |
| 2013/14 | Лига Европа     | Групи\|Група D]]       | Марибор              | 1:3  | 1:0      | 3-то       |  |
| 2013/14 | Лига Европа     | Групи\|Група D]]       | Уигън Атлетик        | 0:0  | 2:1      | 3-то       |  |
| 2014/15 | Лига Европа     | 2 кръг                 | Завиша (Бидгошч)     | 2:1  | 3:1      | 5:2        |  |
| 2014/15 | Лига Европа     | 3 кръг                 | Шахтьор (Солигорск)  | 2:5  | 2:2      | 4:7        |  |
| 2017/18 | Лига Европа     | Групи\|Група К         | Лацио (Рим)          | -:-  | -:-      | –          |  |
| 2017/18 | Лига Европа     | Групи\|Група К         | Ница                 | -:-  | -:-      | –          |  |
| 2017/18 | Лига Европа     | Групи\|Група К         | Витес (Арнем)        | -:-  | -:-      | –          |  |

## Менажери
- 2001 – 2010 Франки Дьори
- 2010 – 10/2010 Барт Де Ровер
- 10/2010 – Хього Брос

## Известни играчи
- Барт Бойсе
- Натан Д'Хемерс
- Фредерик Дюпре
- Питер Мерлир
- Тони Сержан
- Салу Ибраим
- Никица Йелавич
- Франк Барие
- Жереми Таравел
- Мбайе Лайе
- Драган Мърджа
- Хуан Диего Гонсалес-Вахил
- Рудисон